# Bibelbund
Der Bibelbund ist ein 1894 in Pommern gegründeter christlicher Verein, der sich für die „Stärkung des Vertrauens in die Irrtumslosigkeit der Heiligen Schrift“ und gegen die „Bibelkritik und die von ihr geprägte moderne Theologie“ einsetzt. Er bekennt sich zur Chicago-Erklärung.

## Arbeit
Der Bibelbund ist die älteste Organisation im deutschsprachigen Raum, die sich für die Glaubwürdigkeit der Bibel einsetzt, und bildet nach Stephan Holthaus „bis heute eine wichtige Phalanx gegen die liberale Theologie, auch in der evangelikalen Bewegung“.
Er setzt sich für die Erarbeitung und Darstellung von bibeltreuer Theologie sowie der Förderung und Herausgabe von wissenschaftlicher und allgemeinverständlicher Literatur zur Heiligen Schrift und zu angrenzenden Gebieten wie Sprachforschung, Archäologie, Naturwissenschaften ein. Er führt Kongresse und Tagungen, Vorträge, Seminare und Bibelwochen durch.

## Zeitschrift
Hauptorgan des Bibelbundes ist die seit 1901 erscheinende Zeitschrift Bibel und Gemeinde (bis 1954 Nach dem Gesetz und Zeugnis). Sie enthält Textauslegungen der Bibel, die dem Schriftverständnis des Bibelbundes entsprechen, und Beiträge aus dem Gemeindeleben, in denen vor allem auch neu aufkommende religiöse Strömungen anhand der Bibel beurteilt werden. Es wird versucht, mit der Zeitschrift sowohl Theologen als auch theologisch interessierte Laien in der Gemeinde zu erreichen. „Schwärmerische“ Tendenzen und „unnüchterne“ Entwicklungen in christlichen Kreisen werden kritisiert.
Bekannte Autoren, die in Bibel und Gemeinde veröffentlichen oder veröffentlichten, sind Friedhelm Jung (Southwestern Baptist Theological Seminary und Bibelseminar Bonn), Benedikt Peters, Stephan Holthaus (Rektor Freie Theologische Hochschule Gießen), Christine und Thomas Schirrmacher (Generalsekretär Weltweite Evangelische Allianz, Gründungsrektor Martin Bucer Seminar), Heinrich von Siebenthal (Staatsunabhängige Theologische Hochschule Basel, Emeritus Freie Theologische Hochschule Gießen), Helge Stadelmann (Altrektor Freie Theologische Hochschule Gießen), Jacob Thiessen (Rektor Staatsunabhängige Theologische Hochschule Basel), Abraham Meister, Bernhard Kaiser (Gründer und Geschäftsführer des Instituts für Reformatorische Theologie).
Während der NS-Zeit, z. B. 1938/39, erschienen in der Zeitschrift auch Grundzüge des Nationalsozialismus bejahende und antisemitische Beiträge.

## Mitglieder
Ursprünglich als Zusammenschluss lutherischer Pfarrer gegründet, gehören dem Bibelbund mittlerweile auch Freikirchler und Nichttheologen an. Bekannte Mitglieder waren u. a. Wilhelm Quistorp, Wilhelm Rohnert, Eduard Rupprecht, Adolf Zahn, Theodor von Lerber, Adolf von Hertzberg, Georg von Viebahn, Julius von Gemmingen, Karl Endemann, Emil Dönges, Georg Stosch, Friedrich Hashagen, Johannes Kuhlo, Theophil Krawielitzki, Johannes Warns, Hans Bruns, Wilhelm Busch, Fritz Rienecker, Erich Sauer, Heinrich Jochums, Kurt E. Koch und Samuel R. Külling (Gründer der Staatsunabhängigen Theologischen Hochschule Basel). Der heutige Vorsitzende ist Michael Kotsch (Dozent an der Bibelschule Brake). Theologischer Referent ist Karl-Heinz Vanheiden.